# Klagenfurt Hauptbahnhof
Klagenfurt Hauptbahnhof – kurz Klagenfurt Hbf – ist der größte Bahnhof der Stadt Klagenfurt am Wörthersee in Kärnten. Er zählt zu den bedeutendsten Eisenbahnknotenpunkten im Süden Österreichs.

## Geschichte
Die Südbahn-Gesellschaft eröffnete den Bahnhof Klagenfurt am 1. April 1863 in der damaligen Gemeinde St. Ruprecht – gemeinsam mit der Strecke von Marburg (heutige Drautalbahn). Die Verlängerung dieser Strecke bis Villach folgte am 1. Juni 1864.
Ursprünglich war geplant, Klagenfurt zum Zentrum der Eisenbahnen in Kärnten zu machen. Doch die damaligen Stadtväter lehnten dieses Vorhaben ab, sodass heute der Villacher Hauptbahnhof diese Rolle einnimmt.
Spätestens im Jahr 1914 erhielt der Bahnhof den Namenszusatz „Hauptbahnhof“. Mit der Eingemeindung von St. Ruprecht im Jahr 1938 wurde er Teil des Stadtgebiets von Klagenfurt.
Im Zweiten Weltkrieg wurde das Aufnahmegebäude schwer beschädigt und anschließend abgerissen. 1948 entstand ein Neubau, dessen Haupthalle vom Künstler Giselbert Hoke gestaltet wurde. 1950 gewann Hoke seinen ersten Wettbewerb – die Gestaltung der heute denkmalgeschützten Wandfresken in der Halle. Die beiden Werke, jeweils 22 Meter breit und 5 Meter hoch, zeigen auf der Ostseite die „Wand der Kläger“ und auf der Westseite die „Wand der Angeklagten“. Ihre Formensprache ist von Pablo Picasso inspiriert. Die moderne Kunst stieß damals auf wenig Begeisterung in der Klagenfurter Bevölkerung, was 1956 nach der Fertigstellung der Fresken zu Protesten führte. Dennoch blieb das Kunstwerk erhalten.
Im Jahr 1959 wurden drei elektromechanische Stellwerke der Bauform EM 55 in Betrieb genommen – eine Befehlsstelle sowie zwei Wärterstellwerke.
Im Rahmen der österreichweiten Bahnhofsoffensive wurde der Klagenfurter Hauptbahnhof zwischen 2000 und 2005 umfassend modernisiert. Im Jahr 2000 erfolgte der Umbau des Aufnahmegebäudes nach Plänen des Architekten Klaus Kada. Im November 2001 ersetzte ein elektronisches Stellwerk die bisherigen elektromechanischen Anlagen, die Wärterstellwerke wurden zurückgebaut. Zudem wurden die Bahnsteige barrierefrei gestaltet und mit Liften sowie Rolltreppen ausgestattet.
Im September 2007 wurde die Fernsteuerung des Stellwerks Grafenstein vom Stellwerk Klagenfurt Hbf aus aufgenommen. Seit dem 19. Juli 2012 übernimmt die Betriebsführungszentrale in Villach die Fernsteuerung beider Stellwerke.

## Aufbau

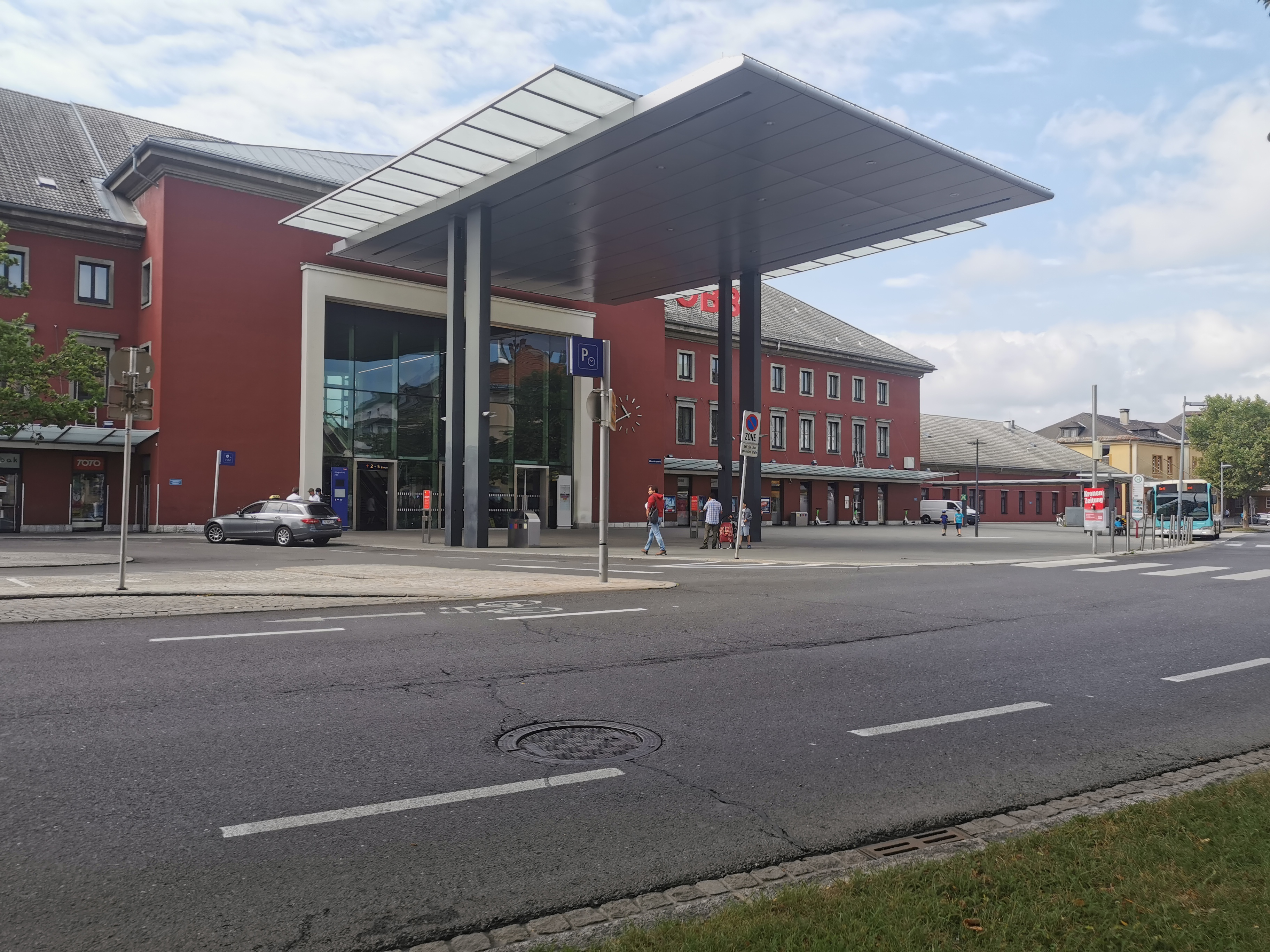
Aufnahmegebäude

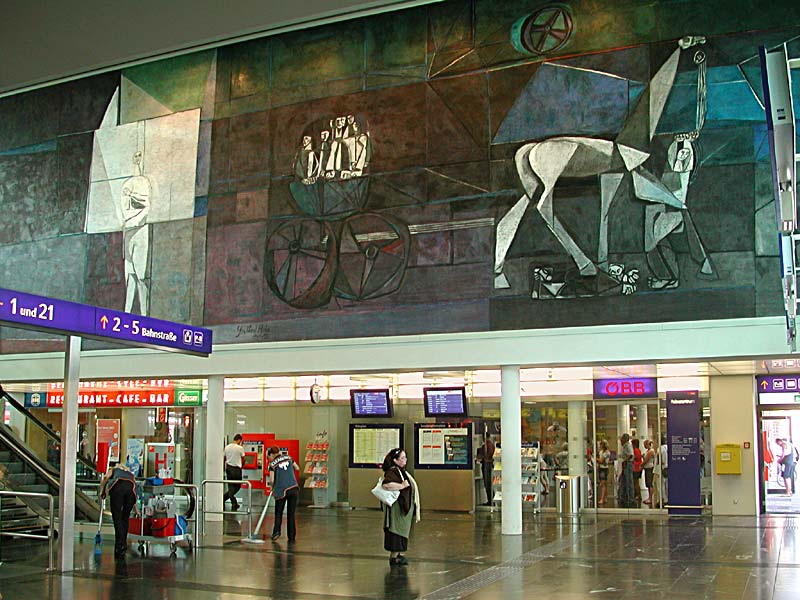
Hokes Gemälde – Westseite

Im Bahnhof gibt es sechs Bahnsteiggleise: Gleis 1 liegt am Hausbahnsteig, an dem auf der Ostseite noch das Stumpfgleis 21 liegt. Zwischen den Gleisen 2 und 3 sowie 4 und 5 liegen jeweils ein Mittelbahnsteig.
Das Aufnahmegebäude ist in zwei Ebenen strukturiert. Im Erdgeschoß befindet sich der Wartesaal. Eine Stiege und zwei Rolltreppen führen zum Obergeschoß mit dem Übergang zu den Bahnsteigen 2 bis 5 und einer Verbindung zum Stadtteil St. Ruprecht.

## Verbindungen

### Fernverkehr
| Zuggattung                                                      | Strecke | Takt                              | Anmerkung                                                 |
| --------------------------------------------------------------- | --- | --------------------------------- | --------------------------------------------------------- |
| Railjet                                                         | (Lienz / Venezia Santa Lucia –) Villach – Klagenfurt – St. Veit an der Glan – Bruck an der Mur – Wiener Neustadt – Wien Hauptbahnhof | 120 min                           | 3 Züge von/nach Lienz 2 Züge von/nach Venezia Santa Lucia |
| D                                                               | Villach – Klagenfurt – St. Veit an der Glan – Bruck an der Mur – Wiener Neustadt – Wien Hauptbahnhof                                 | einzelne Züge zur Taktverdichtung |                                                           |
| Intercity-Express · Railjet · EuroCity · InterCity (Österreich) | (Frankfurt / München –) Salzburg – Villach – Klagenfurt                                                                              | 120 min                           | 3 Züge von/nach Frankfurt 1 Zug von/nach München          |

### Nachtzüge
| Zuggattung   | Strecke | Takt          |
| ------------ | --- | ------------- |
| ÖBB Nightjet | Wien – Klagenfurt – Villach – Bologna Centrale – Firenze S.M.N. – Roma Termini                                            | 1 Zug täglich |
| ÖBB Nightjet | Wien – Klagenfurt – Villach – Padova – Verona Porta Nuova – Milano Rogoredo – Genova Piazza Principe – La Spezia Centrale | 1 Zug täglich |

### Regionalverkehr
| Zuggattung     | Strecke | Takt                              |
| -------------- | --- | --------------------------------- |
| S-Bahn Kärnten | Lienz in Osttirol – Spittal-Millstättersee – Villach – Klagenfurt – St. Veit an der Glan – Friesach in Ktn. | 60 min                            |
| S-Bahn Kärnten | Spittal-Millstättersee – Villach – Klagenfurt – St. Veit an der Glan                                        | 30 min Mo–Fr zur HVZ              |
| S-Bahn Kärnten | Klagenfurt – Kühnsdorf-Klopeiner See – Bleiburg – St. Paul im Lavanttal – Wolfsberg                         | 60 min                            |
| S-Bahn Kärnten | Klagenfurt – Maria Rain – Weizelsdorf                                                                       | 60 min (Mo–Fr) 120 min (So/So/Ft) |
| REX 3          | Klagenfurt – Kühnsdorf-Klopeiner See – Bleiburg – St. Paul im Lavanttal – Wolfsberg                         | 3 Züge Mo–Fr zur HVZ              |

### Fernbus
ÖBB Intercitybus
| von        | über                      | nach | Takt   |
| ---------- | ------------------------- | ---- | ------ |
| Klagenfurt | Wolfsberg Bahnhofvorplatz | Graz | 60 min |

### Stadtverkehr
Direkt vor dem Haupteingang halten die Busse der Stadtwerke Klagenfurt (STW), mit denen im engen Takt der Heiligengeistplatz, der zentrale Umsteigeplatz der Stadt, erreicht werden kann. Seit der Umstellung im Jahr 2012 ist der Hauptbahnhof ein Knotenpunkt im Netz der Stadtwerke.
| Linie | Ziel                 | Über                                      |
| ----- | -------------------- | ----------------------------------------- |
| A     | Annabichl            | Heiligengeistplatz – Feschnig             |
| A     | FH Kärnten           | Südpark                                   |
| A     | Liberogasse          | Südpark – Landesprüfstelle                |
| C     | Strandbad            | Heiligengeistplatz – Universität          |
| C     | Klagenfurt West      | Heiligengeistplatz – Universität          |
| 4     | Walddorf             | Heiligengeistplatz – Klinikum – Annabichl |
| 4     | Flughafen            | Heiligengeistplatz – Klinikum – Annabichl |
| 6     | Universität          | Schulzentrum – Pädagogische Hochschule    |
| 9     | Klagenfurt West      | Baumbachplatz                             |
| 9     | Harbach Diakonie     | HTL-Lastenstrasse – St Peter              |
| 7     | Ebenthal Schlosswirt | Fischl sonntags und feiertags             |

Die Postbusse verbinden Klagenfurt mit dem gesamten Zentralraum Kärntens, Regionalbusse verkehren bis in die Steiermark.